# Букурещки университет
Букурещки университет (на румънски: Universitatea din București) е най-големият държавен университет в Румъния, намиращ се в Букурещ.
Основан е през 1864 г. с указ на княз Александру Йоан Куза, първоначално като Академия „Св. Сава“.

## История
През 1694 г. Константин Брънковяну, владетел на Влахия, основава Княжеската академия „Св. Сава“ в Букурещ, в която се изнасят лекции на гръцки език. През 1776 г. Александру Ипсиланти реформира учебната програма, като започва да се преподава на френски, италиански, латински. През 1859 г. е създаден Юридическият факултет. През 1857 г. Карол Давила създава Национално училище по медицина и фармация. През същата година е положен основният камък на университетската сграда в Букурещ.
Оригиналният проект на основната сграда на университета е от Александру Оръску. На 4/16 юли 1864 г. княз Александру Йоан Куза създава университета, като обединява факултетите по право, науки и литература. През следващите години се създават нови факултети и институти: Богословски факултет (1884), Институт по геология (1906), Институт за електротехника (1913), Факултет по ветеринарна медицина (1921), Фармацевтичен факултет (1923), Институт по съдебна медицина (1924).
През 1956 г. студентски лидери, главно от този университет, планират мирен протест срещу комунистическия режим в Румъния, но са насилствено възпрепятствани.
През 1996 г. Емил Константинеску, тогава ректор на Букурещкия университет, е избран за президент на Румъния, побеждавайки на изборите Йон Илиеску.

## Рейтинги
Scimago Lab, основавайки се на данни, събирани между 2007 и 2011 г., поставя Букурещкия университет на 1050-о място в света, на 52-ро в региона и на 5-о в страната по броя на публикациите на изследователите му.
През 2012 г. QS World University Rankings включва Букурещкия университет в Top 700 на университетите в света, заедно с още три румънски университета.

## Факултети
Днес Букурещкият университет има 18 факултета, покриващи области като естествени, хуманитарни и социални науки, както и теология
- Стопански факултет (на румънски Facultatea de Administraţie şi Afaceri)[5]

- Факултет по математика и информатика (на румънски: Facultatea de Matematică și Informatică)[6]
- Факултет по физика (на румънски: Facultatea de Fizică)[7]
- Факултет по химия (на румънски: Facultatea de Chimie)[8]
- Факултет по биология (на румънски: Facultatea de Biologie)[9]
- Факултет по право (на румънски: Facultatea de Drept)[10]
- Факултет по география (на румънски: Facultatea de Geografie)[11]
- Факултет по философия (на румънски: Facultatea de Filosofie)[12]
- Факултет по геология и геофизика (на румънски: Facultatea de Geologie și Geofizică)[13]
- Факултет по журналистика и комуникационни науки (на румънски: Facultatea de Jurnalism și Științele Comunicării)[14]
- Факултет по чужди езици и литератури (на румънски: Facultatea de Limbi și Literaturi Străine)[15]
- Факултет по политология (на румънски: Facultatea de Științe Politice)[16]
- Факултет по литература (на румънски: Facultatea de Litere)[17]
- Факултет по социология (на румънски: Facultatea de Sociologie și Asistență Socială)[18]
- Факултет по история (на румънски: Facultatea de Istorie)[19]
- Факултет по психология и педагогика (на румънски: Facultatea de Psihologie și Științele Educației)[20]
- Факултет по баптистка теология[21]
- Факултет по православна теология (на румънски: Facultatea de Teologie Ortodoxă)[22]
- Факултет по римокатолическа теология (на румънски: Facultatea de Teologie Romano-Catolică și Asistență Socială)[23]

## Галерия
- Университетът през 1901 – 1904 г
- Основната сграда на университета днес
- Централна университетска библиотека
- Статуя на Карол I пред Централната университетска библиотека
- Детайл с четирите музи върху фронтона на университета